# Mortagne (Fluss)
Die Mortagne ist ein rund 75 Kilometer langer Fluss in Frankreich, der in der Region Grand Est verläuft. Sie ist ein linker und südsüdöstlicher Nebenfluss der Meurthe.

## Geographie

### Verlauf
Die Mortagne entspringt auf einer Höhe von etwa 550 m in den Vogesen, im Gemeindegebiet von Saint-Léonard.
Sie entwässert generell in nordwestlicher Richtung und mündet schließlich auf einer Höhe von 220 m im Gemeindegebiet von Mont-sur-Meurthe als linker Nebenfluss in die Meurthe. Auf ihrem Weg durchquert sie die Départements Vosges und Meurthe-et-Moselle.
Der exakt 74,59 Kilometer lange Lauf der Mortagne endet ungefähr 330 Höhenmeter unterhalb des Ursprungs ihrer Quelle, sie hat somit ein mittleres Sohlgefälle von etwa 4,4 ‰.

### Zuflüsse
| Name                | GKZ      | Lage   | Länge in km | EZG in km² | MQ in m³/s | Mündung               | Mündungshöhe in m |
| ------------------- | -------- | ------ | ----------- | ---------- | ---------- | --------------------- | ----------------- |
| La Colline des Eaux | A6630350 | rechts | 010,9000    | 0027,0000  |            | bei Saint-Gorgon      | 29000000          |
| L'Arentèle          | A6640300 | links0 | 021,1000    | 0065,2000  | 0000,770   | in Saint-Gorgon       | 29000000          |
| Le Monseigneur      | A6650340 | rechts | 013,4000    | 0030,0000  |            | in Rambervillers      | 28500000          |
| Le Padozel          | A6660300 | links0 | 012,6000    | 0047,8000  | 0000,450   | bei Rambervillers     | 27600000          |
| La Belvitte         | A6720300 | rechts | 019,0000    | 0065,1000  | 0000,660   | südlich von Magnières | 24900000          |
| La Mortagne         | A6--0120 |        | 074,6000    | 0581,7000  | 0006,720   | in Mont-sur-Meurthe   | 18900000          |

Anmerkungen zur Tabelle
1. ↑  Längenangaben nach SANDRE, Einzugsgebiete und Abflusswerte nach Débits caractéristiques de la Mortagne
2. ↑  La Colline des Eaux bei SANDRE (französisch)
3. ↑  L'Arentèle bei SANDRE (französisch)
4. ↑  Le Monseigneur bei SANDRE (französisch)
5. ↑  Le Padozel bei SANDRE (französisch)
6. ↑  La Belvitte bei SANDRE (französisch)
7. ↑  Die Daten der Mortagne  zum Vergleich

### Orte am Fluss
Die Orte am Fluss sind Les Rouges-Eaux, Brouvelieures, Rambervillers, Roville-aux-Chênes, Magnières, Moyen, Gerbéviller, Xermaménil und Mont-sur-Meurthe.

## Hydrologie
An der Mündung der Mortagne in die Meurthe beträgt die mittlere Abflussmenge (MQ) 6,72 m³/s; ihr Einzugsgebiet umfasst 581,7 km²
Am Pegel Gerbéviller beträgt im langjährigen Mittel (1960–2020) die Abflussmenge 5,57 m³/s, das Einzugsgebiet umfasst hier mit 493 m² etwa 84,8 % des Gesamteinzugsgebietes.
Die höchsten Wasserstände werden in den Wintermonaten Dezember bis März gemessen. Ihren Höchststand erreicht die Abflussmenge mit 9,43 m³/s im Februar. Von Februar an geht die Wasserführung allmählich zurück und erreicht ihren niedrigsten Stand im August mit 2,27 m³/s und steigt danach wieder kontinuierlich an.